# Jeremias Cornelis Faber van Riemsdijk
Jeremias Cornelis Faber van Riemsdijk (Haarlem, 3 juni 1786 – 's-Gravenhage, 6 oktober 1863) was een vooraanstaand Haags strafpleiter en conservatief politicus en bestuurder.

## Levensloop
Van Riemsdijk werd geboren als zoon van de advocaat en burgemeester van Haarlem Isbrandus Johannes Faber van Riemsdijk en Ignatia van Beeck. Hij was de kleinzoon van Jeremias van Riemsdijk, gouverneur-generaal van de Vereenigde Oostindische Compagnie. Van Riemsdijk studeerde Romeins en hedendaags recht aan de Hogeschool te Utrecht tussen 1802 en 1807.
Van Riemsdijk vestigde zich als advocaat in 's-Gravenhage; na een harde leerschool bij de bekende advocaat en zijn zwager Fannius Scholten ontwikkelde hij ook een uitgebreide rechtspraktijk en hij was onder meer stads- en landsadvocaat. Hij bemoeide zich in de stad ook met de gemeentelijke politiek. Eerst als adjoint du maire (1811-1813) en enkele maanden als waarnemend maire (burgemeester, 1813) en later als lid van de Stedelijke Raad. Als waarnemend Maire gaf hij in de novemberdagen van 1813 opdracht aan graaf Van Limburg Stirum om de orde in de stad te handhaven, daarmee het gezag van het Driemanschap legaliserend.
In 1839 was hij belast met een geheime zending naar Brussel door Koning Willem I, in het kader van de verevening van de zaken met België. Van 1837 tot zijn dood was hij bovendien landsadvocaat.
Van 1840 tot 1843 was Van Riemsdijk lid van de Provinciale Staten van Zuid-Holland (na de splitsing van de Provincie Holland in Noord en Zuid, kreeg 's-Gravenhage enkele extra statenleden te benoemen), waarna hij zes jaar lid was van de Tweede Kamer der Staten-Generaal, tweemaal gekozen ten faveure (in 1843 gaf na staking der stemmen de leeftijd de doorslag) van Johan Rudolph Thorbecke: in 1843 met één stem verschil en in 1846 moest na drie ronden de leeftijd de doorslag geven. Als Kamerlid was hij een fervent tegenstander van staatkundige hervormingen, maar in 1848 legde hij zich grotendeels neer bij de voorgestelde wijzigingen. Zijn rol in de landelijke politiek was daarna echter uitgespeeld, en na een jaartje in de provinciale politiek trok hij zich helemaal terug. Hij bleef wel actief in diverse ondernemingen. Zo was hij directeur van enkele waarborgmaatschappijen.
Hij trouwde op 15 augustus 1809 met Henrietta Johanna Anna Rietveld. In 1824 is hij benoemd tot Ridder in de Orde van de Nederlandse Leeuw en in 1857 tot Commandeur in diezelfde orde.
- Biografisch Portaal: 00827749
- Digitale Bibliotheek voor de Nederlandse Letteren: fabe008
- Gemeinsame Normdatei: 104244631
- International Standard Name Identifier: 0000 0000 0284 5286
- Nederlandse Thesaurus van Auteursnamen: 070030995
- Parlement.com: vg09llss5gzq
- Virtual International Authority File: 10279172
- WorldCat: E39PBJvRYDhdWqdR64C3YfRtKd